# Laure Junot d'Abrantès
Pour les articles homonymes, voir Abrantes (homonymie).
Laure Adélaïde Constance Junot, duchesse d’Abrantès, née Permon le 6 novembre 1784 à Montpellier et morte le 7 juin 1838 à Paris, est une mémorialiste française.

## Biographie

### Enfance et vie de famille
Fille de Charles Martin Permon, pourvoyeur de vivres pour l’Armée d’Amérique et administrateur civil en Corse, et de Panoria Comnène, Laure Permon se prétendait issue par sa mère d’une branche déchue des empereurs byzantins. 
Laure d’Abrantès a rapporté dans ses Mémoires que le jeune Napoléon Bonaparte avait demandé sa mère en mariage après son veuvage. Si l'information semble quelque peu douteuse, il est néanmoins certain qu’il a beaucoup fréquenté sa famille une fois qu’elle s’est, après diverses vicissitudes, installée à Paris après la chute des Jacobins le 9 thermidor an II.
Mariée au général Jean-Andoche Junot, qui deviendra fou et finira par se suicider en 1813, elle commença une carrière littéraire pour pallier ses multiples revers de fortune, et ce grâce à la collaboration d'un jeune écrivain Honoré de Balzac, alors encore méconnu.

### Vie mondaine à Paris et voyages en Europe
Son mariage se déroule au début du Consulat, période à laquelle elle entre dans l’animation de la vie parisienne où sa beauté, son esprit caustique et son extravagance ne tardent pas à la faire remarquer. Si le premier Consul la surnomme la petite peste, c'est de manière affectueuse car il la traite, ainsi que Junot, avec la plus grande générosité (sa grande sœur qui avait alors douze à treize ans baptisa Napoleon Le Chat botté) un sentiment qui néanmoins ne sera jamais partagé par l'intéressée, la duchesse n'hésitant pas à se répandre en sarcasmes et calomnies à son endroit dans ses Mémoires historiques sur Napoléon Ier. Elle fait montre, durant la mission diplomatique de son mari à Lisbonne, d’une telle prodigalité que celui-ci se retrouve à son retour à Paris, en 1806, surchargé de dettes que ses propres intrigues ne font rien pour arranger. À Paris, elle reçoit les leçons de piano de Daniel Steibelt, qui lui dédie deux œuvres, Le Bouquet, pour sa fête en août 1807, et une grande pièce en l'honneur de la paix de Tilsit. Elle rejoint à nouveau son mari à Lisbonne après son entrée victorieuse dans cette ville, fin 1807, mais même les libéralités et le butin acquis à Lisbonne ne satisfont pas ses exigences. Elle accompagne ensuite Junot durant une partie de la guerre d’Espagne.

### Opposition à l'empereur
De retour en France en octobre 1808, la vivacité de ses remarques et la réception d’invités exécrés de l’Empereur suscitent le mécontentement de celui-ci. Elle devient également la maîtresse du comte de Metternich, ambassadeur d’Autriche en France. L’aggravation des troubles mentaux de Junot la menace ensuite de ruine, ce qui explique peut-être sa participation aux intrigues visant à restaurer les Bourbon au trône en 1814. Elle ne se rallie pas à Napoléon pendant les Cent jours.
Elle possédait au no 34 avenue de Madrid à Neuilly-sur-Seine le château de Saint-James.

### Liaison avec Honoré de Balzac et débuts en littérature
Après 1815, elle passe la majeure partie de son temps à Rome, dans le monde artistique qu’elle anime par la vivacité de sa conversation. De retour à Paris, sous la Restauration, elle devient monarchiste et traite Napoléon Bonaparte de monstrueux usurpateur, puis tente de combler ses dettes et de retrouver son rang en vendant meubles et bijoux. Mais surtout, elle rêve d’écrire pour ajouter à ses maigres revenus des droits d’auteur. C’est ainsi qu’elle devient la maîtresse du jeune Honoré de Balzac vers 1828, après s’être longtemps refusée à lui. L’auteur de La Comédie humaine lui sert d’abord de conseiller, de correcteur et d’homme à tout faire. C’est lui qui la pousse à rédiger ses Mémoires qu’il corrige inlassablement et dont, le succès acquis, elle nie qu’il y eût mis la main.

### Difficultés financières et littéraires

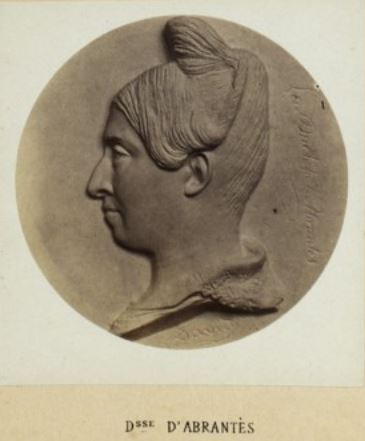
Médaillon par Pierre-Jean David d'Angers.

Elle connaît cependant beaucoup de difficultés financières et littéraires. La publication de ses Mémoires ne suffisant pas à assainir sa situation financière, elle se résigne à vendre l'hôtel d'Abrantès, ainsi que son mobilier, la cave et une riche bibliothèque,. Après quelques années de succès, les échecs se succèdent : Balzac ne travaille plus pour elle et n'est plus son amant. Elle doit louer un rez-de-chaussée rue de La Rochefoucauld où elle tente de reconstituer un salon avec des amis fidèles aux souvenirs de l’Empire : Juliette Récamier, Théophile Gautier (qui la surnomme « la duchesse d’Abracadabrantès »), des acteurs mondains et des douairières. Les journaux parlent de la Société des polichinelles au sujet des acteurs mondains. Mais le pire est à venir : le libraire Ladvocat refusant ses manuscrits, elle tombe dans l’indigence et doit vendre son mobilier.

### Mort
Elle finit sa vie dans un hôpital où, faute d’argent, on la place dans une mansarde.
Comme sous-titre à son poème À Laure, duchesse d'A. Victor Hugo notait : « Le conseil municipal de la ville de Paris a refusé de donner six pieds de terre dans le cimetière du Père-Lachaise pour le tombeau de la veuve de Junot, ancien gouverneur de Paris. Le ministre de l’intérieur a également refusé un morceau de marbre pour ce monument. (Journaux de février 1840) »
Elle est inhumée au cimetière de Montmartre, où sa tombe est ornée de son portrait en médaillon, œuvre de David d'Angers.

## Famille et descendance

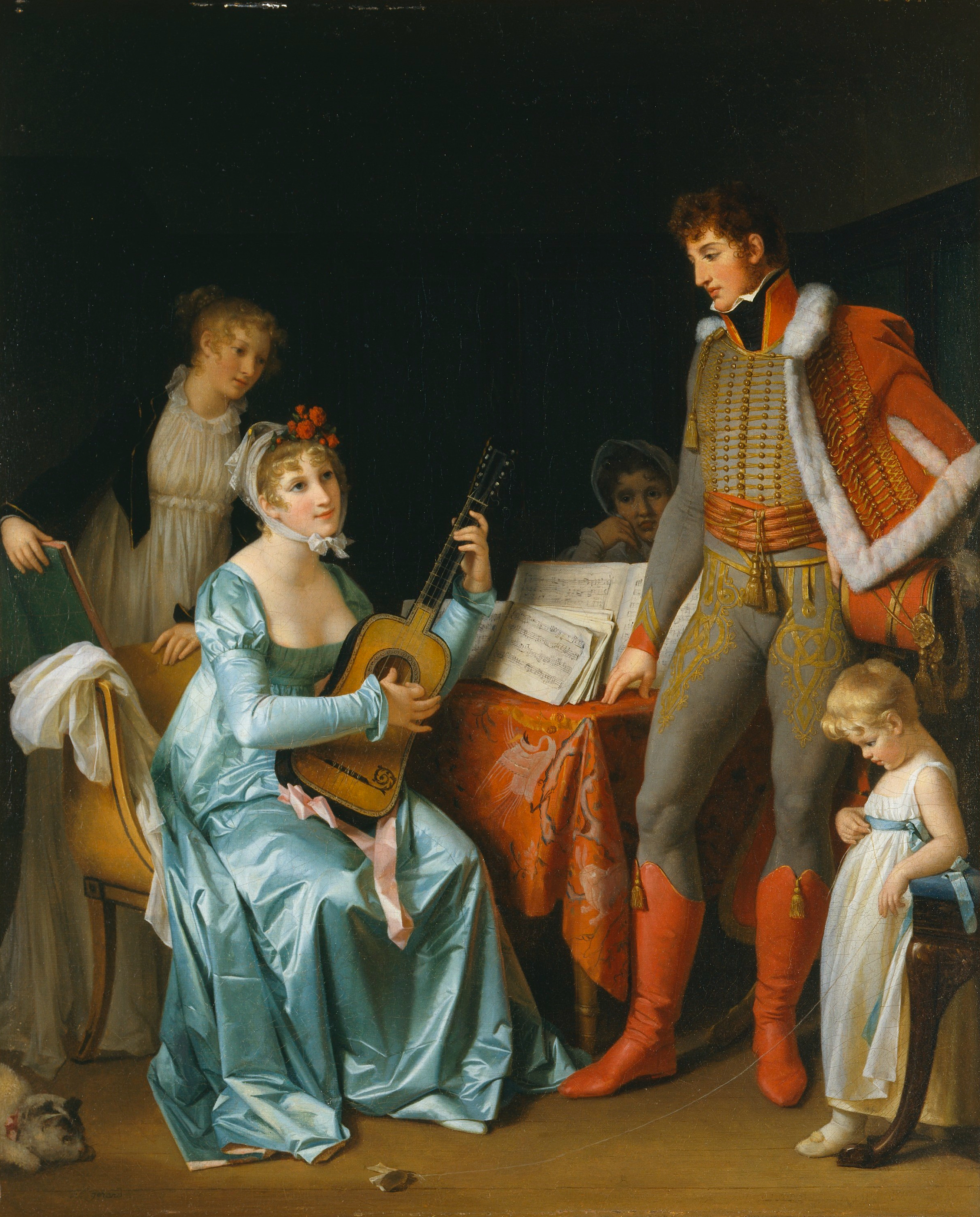
La duchesse d’Abrantès et le général Junot vers 1804, par Marguerite Gérard (Le Hussard en famille, huile sur toile, musée de Denver).

Laure et Jean-Andoche Junot ont eu deux filles et deux fils :
- Joséphine Junot d'Abrantès (Paris, 2 janvier 1802-Paris, 15 octobre 1888), mariée en novembre 1841 à Jacques-Louis Amet (Farnham (Surrey), 17 février 1817-)
- Constance Junot d'Abrantès (Paris, 9 juillet 1803-Paris, 22 janvier 1881), mariée en 1829 à Louis Antoine Aubert (1799-1882), d'où descendance.
- Louis Napoléon Andoche Junot, 2e duc d'Abrantès (Paris, 25 septembre 1807-Neuilly-sur-Seine, 20 février 1851) mourut célibataire et sans descendance.
- Andoche Alfred Michel Junot, 3e duc d'Abrantes (Ciudad Rodrigo-Espagne, 25 novembre 1810 - Bataille de Solférino-Italie, 24 juin 1859) 1er mariage le 2 avril 1845 à Marie Céline Elise Lepic (9 octobre 1824-6 juin 1847) d'où descendance :
  - Jeanne Joséphine Marguerite Junot d'Abrantès (Paris, 22 mai 1847-21 mars 1934), mariée à Paris le 16 septembre 1869 à Xavier Eugène Maurice Le Ray (Sèvres, 15 juillet 1846-Paris, 1er décembre 1900), qui fut titré 4e duc d'Abrantès en 1869, d'où descendance et extinction de la branche mâle en 1982. 2e mariage le 10 janvier 1853 à Marie Louise Léonie Lepic (19 juillet 1829-17 août 1868) sœur de sa 1re femme d'où descendance :
    - Jérôme Napoléon Andoche Junot d'Abrantès (Paris, 16 juin 1854-Paris, 10 mars 1857)
    - Marguerite Louise Elisabeth Junot d'Abrantès (Paris, 25 janvier 1856-1919), mariée à Paris, le 11 novembre 1883 à César Elzéar Léon vicomte Arthaud de La Ferrière (1853-1924).

## Publications
- Mémoires de Mme la duchesse d'Abrantès, ou Souvenirs historiques sur Napoléon, la Révolution, le Directoire, le Consulat, l'Empire et la Restauration, Paris, Ladvocat, coll. « Mémoires contemporains », 1831-1835, 18 vol. (lire en ligne). — Nombreuses rééditions. Peut être complété par :
- Mémoires sur la Restauration, ou Souvenirs historiques sur cette époque, la révolution de Juillet et les premières années du règne de Louis-Philippe Ier, Paris, J. L'Henry, 1835-1836, 6 vol.
  - Tome 1 (lire en ligne).
  - Tome 2 (lire en ligne).
  - Tome 3 (lire en ligne).
  - Tome 4 (lire en ligne).
  - Tome 5 (lire en ligne).
  - Tome 6 (lire en ligne).
- L'Amirante de Castille, Paris, Mame-Delaunay, 1832, 2 vol.
  - Tome 1 (lire en ligne).
  - Tome 2 (lire en ligne).
- Catherine II, Paris, Dumont, 1834, 305 p. (lire en ligne).
- Les Femmes célèbres de tous les pays : leurs vies et leurs portraits, Paris, Lachevardière, 1834, 106 p., in-f° (lire en ligne). — En collaboration avec Joseph Straszewicz. Il existe un prospectus.
- Histoires contemporaines, Paris, Dumont, 1835, 2 vol.
  - Tome 1 (lire en ligne).
  - Tome 2 (lire en ligne).
- Scènes de la vie espagnole, Paris, Dumont, 1836, 2 vol.
  - Tome 1 (lire en ligne).
  - Tome 2 (lire en ligne).
- Histoire des salons de Paris : tableaux et portraits du grand monde sous Louis XVI, le Directoire, le Consulat et l'Empire, la Restauration et le règne de Louis-Philippe Ier, Paris, Ladvocat, 1837-1838, 6 vol.
  - Tome 1 (lire en ligne).
  - Tome 2 (lire en ligne).
  - Tome 3 (lire en ligne).
  - Tome 4 (lire en ligne).
  - Tome 5 (lire en ligne).
  - Tome 6 (lire en ligne).
- Souvenirs d’une ambassade et d’un séjour en Espagne et en Portugal, de 1808 à 1811, Paris, Ollivier, 1837, 2 vol.
  - Tome 1 (lire en ligne).
  - Tome 2 (lire en ligne).
- Une soirée chez Mme Geoffrin, Paris, Dumont, 1837, 308 p. (lire en ligne).
- La Duchesse de Vallombray, Paris, C. Lachapelle, 1838, 2 vol.
- L'Exilé : une rose au désert, Paris, Dumont, 1838, 2 vol.
  - Tome 1 (lire sur Wikisource, lire en ligne).
  - Tome 2 (lire sur Wikisource, lire en ligne).
- Hedwige, reine de Pologne, Paris, Dumont, 1838, 230 p. (lire en ligne).
- Louise, Paris, Dumont, 1839, 2vol.
  - Tome 1 (lire en ligne).
  - Tome 2 (lire en ligne).
- Les Deux sœurs : scènes de la vie d'intérieur, Paris, C. Lachapelle, 1840, 2 vol.
  - Tome 1 (lire en ligne).
  - Tome 2 (lire en ligne).
- Étienne Saulnier : roman historique, Paris, C. Lachapelle, 1840, 2 vol.
  - Tome 1 (lire en ligne).
  - Tome 2 (lire en ligne).
- « La Forêt verte », Revue des feuilletons : journal littéraire..., vol. 2,‎ 1842, p. 20-24 (lire en ligne).

#### Bases de données et dictionnaires
- Ressource relative à plusieurs domaines :   - Répertoire du patrimoine culturel du Québec
- Ressource relative aux beaux-arts :   - British Museum
- Notices dans des dictionnaires ou encyclopédies généralistes :   - Britannica
  - Collective Biographies of Women
  - Deutsche Biographie
  - Dictionnaire universel des créatrices
  - Enciclopedia De Agostini
  - Gran Enciclopèdia Catalana
  - Treccani
- Notices d'autorité :   - VIAF
  - ISNI
  - BnF (données)
  - IdRef
  - LCCN
  - GND
  - Italie
  - CiNii
  - Espagne
  - Pays-Bas
  - Pologne
  - Israël
  - NUKAT
  - Catalogne
  - Suède
  - Vatican
  - Australie
  - Norvège
  - WorldCat